# Directo a los güevos
Directo a los güevos es el nombre de un disco en directo de Lendakaris Muertos. Fue grabado en la sala Jimmy Jazz de Vitoria los días 23 y 24 de octubre de 2009, y publicado a finales de ese mismo año. El álbum está compuesto por un CD y un DVD. En el CD se incluye el audio de las 39 canciones, y en el DVD el concierto con imágenes.
El álbum recoge canciones pertenecientes a los tres álbumes de estudio anteriores del grupo (Lendakaris Muertos, Se habla español, y Vine, vi y me vendí). La canción "Lendakaris Muertos" (pista 29), pertenece a la maqueta debut de la banda, publicada en el año 2004. 
Además fue el último disco del grupo editado por el sello discográfico GOR Discos.

## Lista de canciones
1. Dame punk y dime tonto
2. El último txakurra
3. Pasau de rosca
4. Detector de gilipolleces
5. Horóscopo
6. Vine, vi y me vendí
7. Esto no es punki
8. Fuimos ikastoleros
9. El problema vasco
10. Házmelo tú mismo
11. Nuklearrik bai
12. Centro comercial
13. Pastel de costo
14. Gafas de pasta
15. Marido y mujerta
16. Cerveza sin alcohol
17. Gora España
18. Violencia en acción
19. Odio el fútbol
20. 18 barras a 98
21. Poción mágica
22. El anillo en el dedo gordo
23. Besos gaztetxeros
24. Héroes de la clase obrera
25. Policía sí
26. Das por cool
27. Drogopropulsado
28. Oso panda
29. Lendakaris Muertos
30. Siempre nos quemará París
31. Drogolegas
32. Bobo a bordo
33. DNI vasco? Ez, eskerrik asko
34. Hotel familiar
35. Se habla español
36. Gaupasa o spiz
37. Cabrón
38. ETA, deja alguna discoteca
39. Veteranos de la kale borroka